# NGC 7592
NGC 7592 (również PGC 70999) – zderzenie dwóch lub trzech galaktyk w gwiazdozbiorze Wodnika. Odkrył je William Herschel 20 września 1784 roku, choć widział on je w swoim teleskopie jako pojedynczy obiekt.
Poszczególne obiekty noszą oznaczenia NGC 7592A, NGC 7592B i NGC 7592C. Znajdują się w odległości około 320 milionów lat świetlnych od Ziemi. NGC 7592A jest galaktyką Seyferta typu 2. Natura obiektu NGC 7592C nie jest dokładnie znana, prawdopodobnie jest to ogromny obszar H II należący do jednej ze zderzających się galaktyk, jednak wiele źródeł uznaje go za małą galaktykę.